# North West England
North West England of Noordwest-Engeland is een regio van Engeland met ongeveer 7 miljoen inwoners en daarmee de derde regio naar aantal inwoners.

## Bestuurlijke indeling
De regio bestaat uit de volgende lokaal bestuurde gebieden (graafschappen of unitary authorities):
| Lokaal bestuurde gebieden |
| --- |
| - Cheshire (shire county) - Cheshire West and Chester (unitary authority) - voorm. district Ellesmere Port and Neston - voorm. district Chester - voorm. district Vale Royal - Cheshire East (unitary authority) - voorm. district Crewe and Nantwich - voorm. district Congleton - voorm. district Macclesfield - Halton (unitary authority) - Warrington (unitary authority) - Cumbria (shire county) - Barrow-in-Furness - South Lakeland - Copeland - Allerdale - Eden - Carlisle - Greater Manchester (stedelijk graafschap) - Bolton - Bury - Manchester - Oldham - Rochdale - Salford - Stockport - Tameside - Trafford - Wigan - Lancashire - Lancashire (shire county) - West Lancashire - Chorley - South Ribble - Fylde - Preston - Wyre - Lancaster - Ribble Valley - Pendle - Burnley - Rossendale - Hyndburn - Blackpool (unitary authority) - Blackburn with Darwen (unitary authority) - Merseyside (stedelijk graafschap) - Knowsley - Liverpool - St. Helens - Sefton - Wirral |